# Discobola freyana
Discobola freyana är en tvåvingeart som först beskrevs av Nielsen 1961.  Discobola freyana ingår i släktet Discobola och familjen småharkrankar. Inga underarter finns listade i Catalogue of Life.